# Geitoneura nama
Geitoneura nama är en fjärilsart som beskrevs av Couchman 1953. Geitoneura nama ingår i släktet Geitoneura och familjen praktfjärilar. Inga underarter finns listade i Catalogue of Life.